# Dong (Panzhihua)

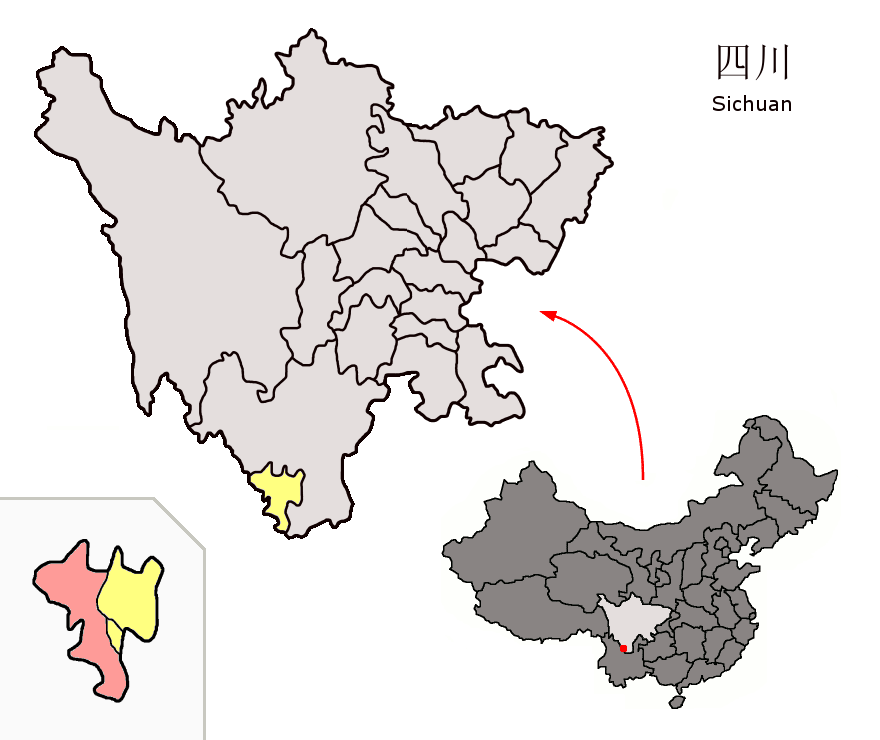
Lage des Gebietes der drei Stadtbezirke von Panzhihua (rosa) in der bezirksfreien Stadt Panzhihua (gelb).

Der Stadtbezirk Dong (chinesisch 东区, Pinyin Dōng Qū – „Osten“) ist ein Stadtbezirk im Süden der südwestchinesischen Provinz Sichuan. Er gehört zum Verwaltungsgebiet der bezirksfreien Stadt Panzhihua. Dong hat eine Fläche von 166,8 km² und zählt 411.427 Einwohner (Stand: Zensus 2020). Er ist Zentrum und Sitz der Stadtregierung.

## Administrative Gliederung
Auf Gemeindeebene setzt sich der Stadtbezirk aus neun Straßenvierteln und einer Großgemeinde zusammen. 